# Konrad Kocher

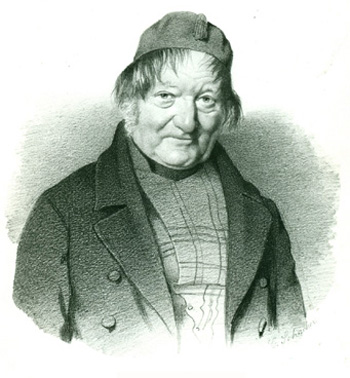
Konrad Kocher um 1860, Lithographie von Conrad Schacher

Konrad Kocher (* 16. Dezember 1786 in Ditzingen; † 12. März 1872 in Stuttgart) war ein deutscher Musiker und Komponist, hauptsächlich von Kirchenmusik. Als Stiftsmusikdirektor und Stiftskirchenorganist in Stuttgart gehörte er zu seiner Zeit zu den herausragenden Kirchenmusikern in Württemberg.

## Leben

### Jugend, Ausbildung und erste berufliche Stationen

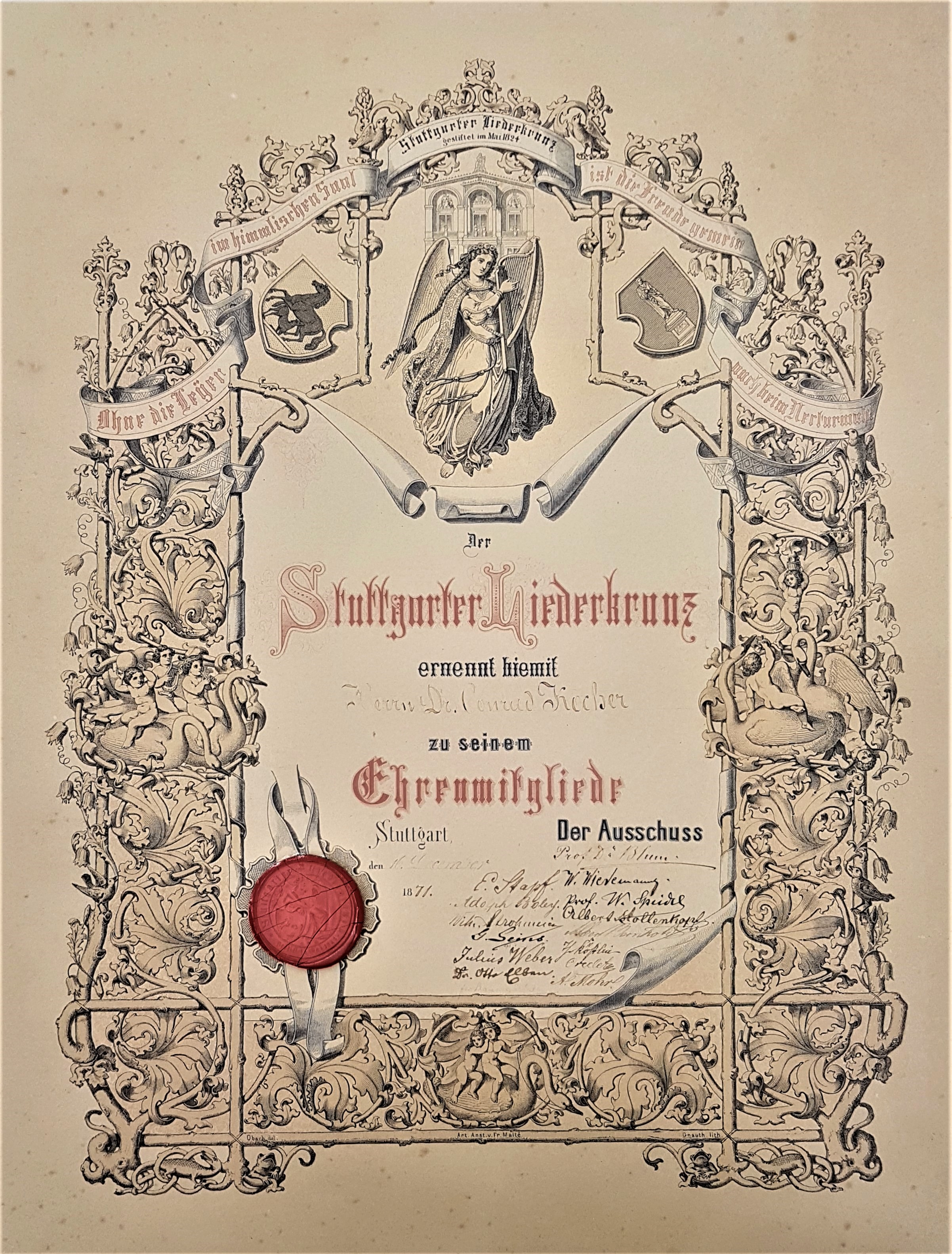
Ernennung Konrad Kochers zum Ehrenmitglied des Stuttgarter Liederkranzes, 1871 (Stadtarchiv Ditzingen)

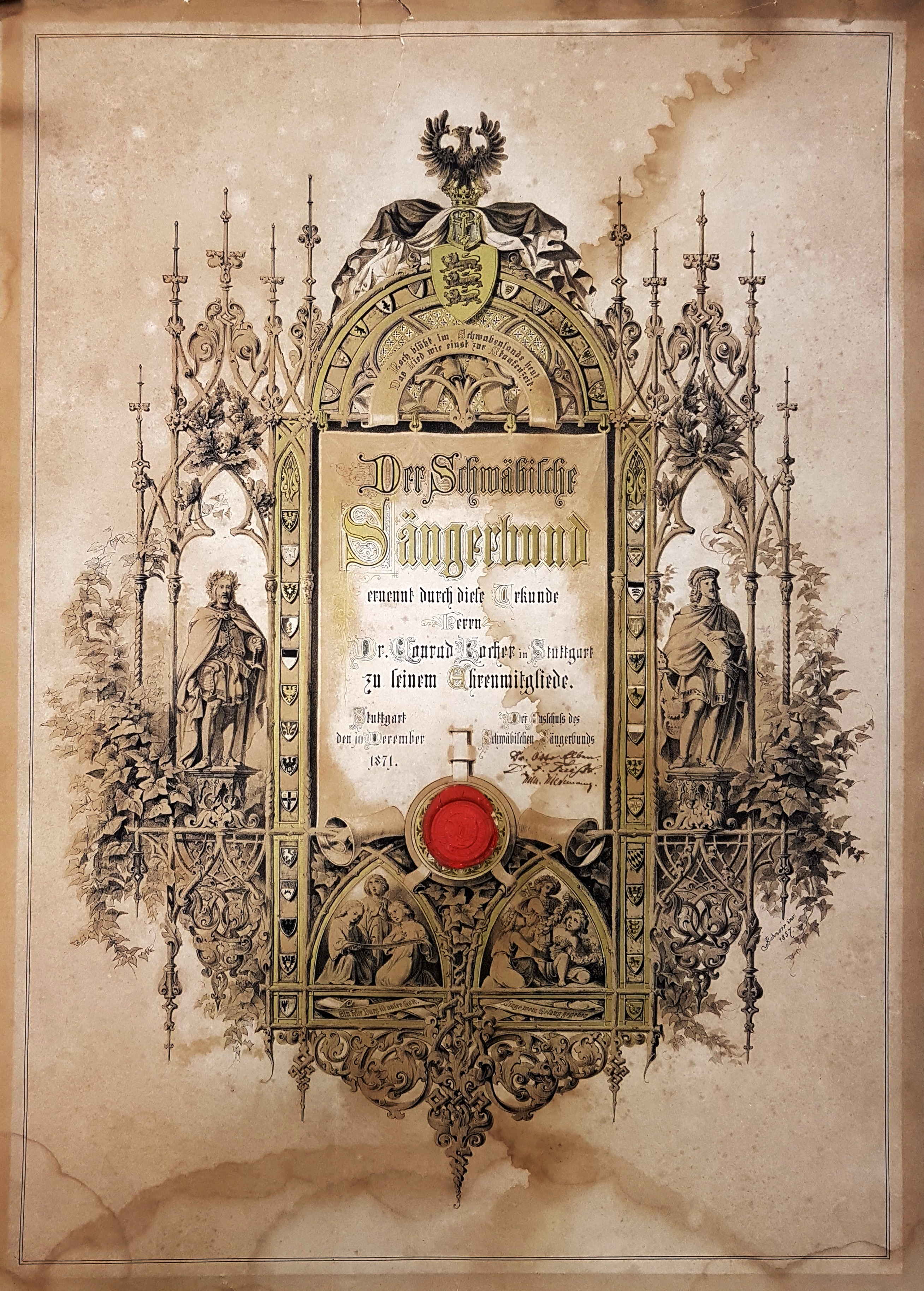
Ernennung Kochers zum Ehrenmitglied des Schwäbischen Sängerbunds, 1871

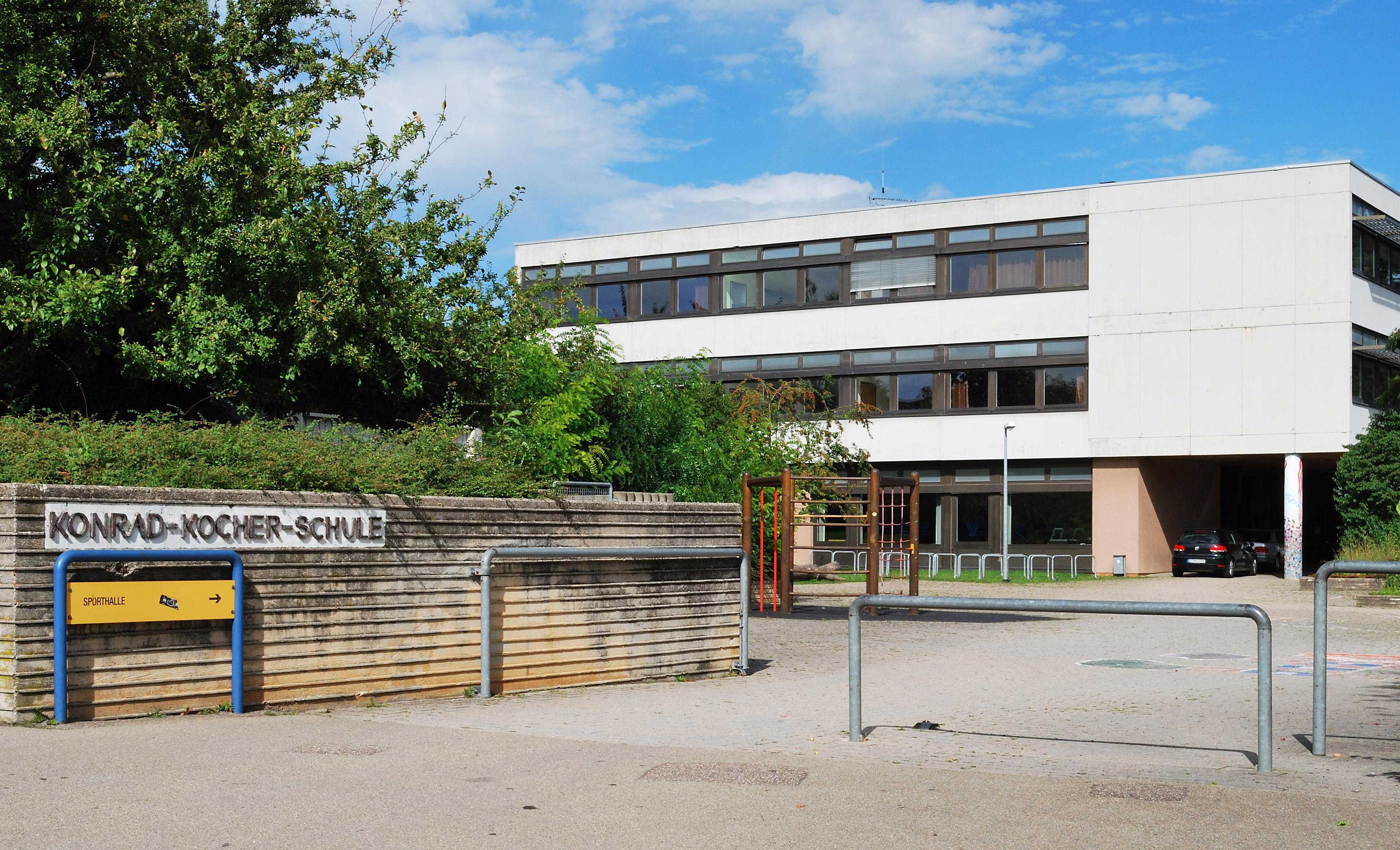
Konrad-Kocher-Schule in Ditzingen

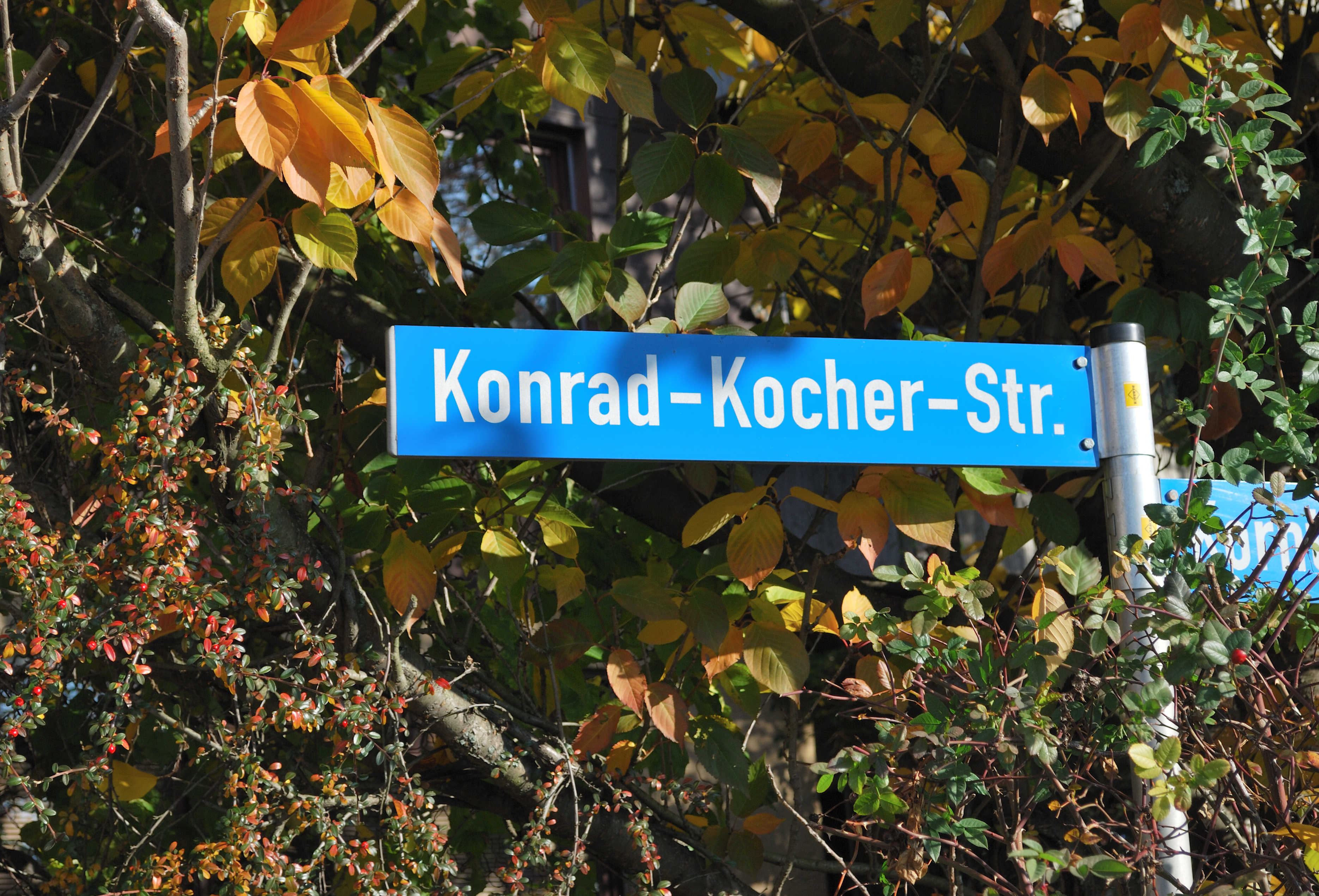
Konrad-Kocher-Straße in Ditzingen

Konrad Kocher wurde 1786 als Sohn des Schuhmachers Georg Jakob Kocher († 1824) und seiner Frau Anna, geb. Wolfangel, geboren. Das Geburtshaus in der Ditzinger Marktstraße existiert nicht mehr. Lehrer und Ortspfarrer erkannten früh die Begabung des Schülers und förderten ihn. Im Alter von vierzehn Jahren nahm er die Ausbildung zum Volksschullehrer auf. Bei seinem Lehrer Johannes Hahl erlernte er das Orgelspiel. 1801 wurde Kocher Hilfslehrer in Schönaich, 1803 Provisor in Esslingen. Unzufrieden mit seinem Hilfslehrerdasein, nahm er das Angebot zur Übernahme einer Hauslehrerstelle in St. Petersburg an. Als er vor Ort eintraf, war die Stelle jedoch bereits anderweitig besetzt. Fast sieben Jahre verdingte er sich daher als privater Klavierlehrer in der russischen Hauptstadt. Er erlangte Zugang zu höheren Kreisen und begegnete dem Komponisten und Klavierunternehmer Muzio Clementi, der Kocher ermutigte, sich ganz der Musik zu widmen. Bei Clementis Schülern, den Pianisten Ludwig Berger und August Alexander Klengel, erhielt der Schwabe seine weitere musikalische Ausbildung.
1811 kehrte er nach Württemberg zurück und ließ sich als Klavierlehrer in Stuttgart nieder. Jetzt begann er auch zu komponieren; zunächst einige Klavierstücke und insgesamt vier Opern, wovon zwei (Der Käficht, Der Elfenkönig) unter der Intendanz von Konradin Kreutzer und Johann Nepomuk Hummel am Hoftheater in Stuttgart aufgeführt wurden. Die Vertonung von Goethes Singspiel Jery und Bätely durfte er dank der Vermittlung des Stuttgarter Verlegers Johann Friedrich Cotta dem Dichter in Weimar persönlich überreichen. Goethe empfahl ihn an den Leipziger Musikkritiker Johann Friedrich Rochlitz weiter, der vermutlich die Uraufführung von Kochers erstem Oratorium Der Tod Abels (mit Text von Johann Baptist Krebs) in Leipzig unterstützte. Seine Karriere als Bühnenkomponist ist letztlich dennoch gescheitert. Mit dem Amtsantritt Peter Joseph von Lindpaintners als Kapellmeister am Stuttgarter Hoftheater 1819 wurden die Lokalkomponisten dort zunehmend aus dem Programm verdrängt.
Kocher war bekannt mit Christian Zais, der aus Cannstatt stammte und als Stadtplaner Wiesbaden durch den Bau des ersten Kurhauses zur Blüte brachte. Dieser stellte 1819 Sulpiz Boisserée „den jungen Compositeur Konrad Kocher vor“. Von 1819 bis 1821 war Kocher zu kirchenmusikalischen Studien in Italien, vor allem in Rom. Finanziert wurde die Reise durch seinen Gönner Cotta. In Rom arbeitete Kocher eng mit dem preußischen Gesandtschaftssekretär Christian Karl Josias Freiherr von Bunsen zusammen. Beide verband die Liebe zur altitalienischen Musik und der Wunsch, in Deutschland zur Verbesserung des Kirchengesangs beizutragen. In freundschaftlichem Austausch stand er auch mit dem päpstlichen Kapellmeister Giuseppe Baini. Nach seiner Rückkehr aus Italien besuchte er im Oktober 1821 mit dem Klavierbauer Johann Baptist Streicher in Cannstatt den Fabrikanten Wilhelm Zais, der „ein der vorzüglichsten“ Londoner Pianoforte, ein Broadwoodsch Instrument besaß, sowie eine vorzügliche Harfe.

### Kocher und die Reform des Kirchengesangs in Württemberg
Der orthodoxe sakrale Gesang in St. Petersburg und die Musik der päpstlichen Kapelle in Rom hinterließen bei Kocher einen starken Eindruck und weckten in ihm den Wunsch zu einer Reform des evangelischen Kirchengesangs in Württemberg. Wieder zurück in Stuttgart veröffentlichte er 1823 sein kleines Werk Die Tonkunst in der Kirche, oder Ideen zu einem allgemeinen vierstimmigen Choral- und Figuralgesange für einen kleinen Chor nebst Ansichten über den Zweck der Kunst im Allgemeinen, dessen Vorarbeiten wohl noch in Rom entstanden. Kocher forderte darin einen Kirchengesang, der sich am Ideal der Einfachheit orientierte und auch den ärmsten Bauern zugänglich sein sollte. Engagiert und öffentlich unterstützt wirkte er seither an der Verbesserung der Kirchenmusik Württembergs mit, u. a. durch die Gründung des Stuttgarter Kirchenmusikvereins.
Zusammen mit Friedrich Silcher (Tübingen) und Johann Georg Frech (Esslingen) veröffentlichte Kocher 1825 die Vierstimmigen Gesänge der evangelischen Kirche, 1828 das Vierstimmige Choralbuch für Orgel- und Klavierspieler, mit denen die Etablierung des vierstimmigen Gemeindegesangs vorangebracht werden sollte. Im Rahmen der Kirchenmusikreform war dies Kochers Lieblingsprojekt, das er allerdings in den 1840er Jahren als gescheitert betrachten musste. Nach 1830 folgten eine Reihe weiterer Publikationen mit weltlicher und geistlicher Chormusik sowie Werke für den Klavierunterricht und über die Harmonik. 1855 erschien Kochers Hauptwerk Die Zionsharfe. In dem vierbändigen Choralwerk vereinigte er fast 2000 Melodien aus der evangelisch-lutherischen, reformierten, anglikanischen und römisch-katholischen Kirche.

### Förderung weltlicher Chormusik
Als Anhänger des Schweizer Musikpädagogen Hans Georg Nägeli betrachtete Kocher den Gesangs als wichtigen Bestandteil der Volksbildung. Seine Forderung nach der Einführung eines allgemeinen methodischen Gesangsunterrichts an den Schulen wurde im November 1823 per Verordnung der obersten Schulbehörde umgesetzt. 1824 beteiligte sich Kocher an der Gründung des Stuttgarter Liederkranzes. Einige Jahre lang war er ein sehr produktiver Komponist mehrstimmiger Chorlieder für die überall in Württemberg entstehenden Liederkränze. 1833/34 veröffentlichte er die im Untertitel als Sammlung auserlesener Lieder der Dichter deutscher Zunge, zur Erhöhung und Belebung des gesellschaftlichen Lebens ausgewiesene Liedersammlung Bardenhain.

### Organist an der Stiftskirche und landeskirchlicher Orgelrevisor
Seit 1827 war Kocher Organist an der Stuttgarter Stiftskirche, der evangelischen Hauptkirche des Königreichs Württemberg. Anfangs wirkte er noch neben dem Stiftsmusikdirektor Johann Christian Ludwig Abeille. Nach dessen Tod 1838 übernahm Kocher auch die Funktion des Stiftsmusikdirektors und avancierte endgültig zum anerkanntesten Kirchenmusiker Württembergs. Zugleich mit der Funktion des landeskirchlichen Orgelrevisors betraut, wirkte er bei allen grundlegenden Orgelfragen des Landes mit. In den Jahren 1837 bis 1845 wurde auf Kochers Initiative die 1737 für das Kloster Zwiefalten erbaute Orgel, die nach der Säkularisierung des Klosters als Geschenk König Friedrich I. nach Stuttgart gelangt und provisorisch auf einer Chorempore aufgestellt worden war, durch die Ludwigsburger Orgelbaufirma Walcker auf eine neu erbaute Empore an der Westseite des Kirchenschiffs transferiert. 1839 wirkte er an der Restaurierung der Orgel in der Konstanzer Kirche in seiner Heimatgemeinde Ditzingen mit.
In dem Orgelvirtuosen Immanuel Faißt, der die neu gegründete Organistenschule in Stuttgart leitete und zum Dirigenten des Liederkranzes berufen wurde, erwuchs Kocher zunehmend Konkurrenz. Faißt löste ihn schließlich als Stiftskirchendirektor ab. Kocher behielt aber bis zu seinem Ruhestand 1865 die Stelle als Organist an der Kirche. Noch bis kurz vor seinem Tod war Kocher im Sammeln und Komponieren von Liedern, Chorälen und Orgelstücken unermüdlich tätig. Er starb 1872 in Stuttgart und fand seine letzte Ruhestätte auf dem dortigen Fangelsbachfriedhof (Grabstätte nicht mehr vorhanden).

### Nachwirken und Rezeption
Von Kochers Kompositionen werden heute nur noch wenige aufgeführt, darunter seine anspruchsvollen Orgelstücke sowie einige seiner Motetten. Anlässlich der Konrad-Kocher-Festwoche zu seinem 200. Geburtstag kam in der Konstanzer Kirche in Ditzingen auch das zunächst ungedruckt gebliebene siebenteilige Oratorium Vater unser (1855) zur Aufführung.
Der württembergische Regionalteil des Evangelischen Gesangbuchs enthält drei Lieder nach Melodien Konrad Kochers, Nr. 561 (Treuer Heiland, wir sind hier, Text: Christian Heinrich Zeller, 1837, Melodie und Satz: Konrad Kocher, 1838/44), 631 (Der Herr ist gut, in dessen Dienst wir stehen, Text: 1–4 Johann Jakob Rambach, 1727; 5–6 Albert Knapp, 1837; Melodie: Konrad Kocher, 1825/38) und 678 (Auferstehn, ja auferstehn wirst du, Text: Friedrich Gottlieb Klopstock, 1758; Melodie: Konrad Kocher, 1825).

## Familie
Kocher heiratete am 15. Mai 1828 im Ulmer Münster Luise Wilhelmine Neuffer, eine Tochter des Ulmer Stadtpfarrers Christian Ludwig Neuffer. Die Ehe blieb kinderlos.

## Auszeichnungen und Ehrungen
In Anerkennung seiner Verdienste zeichnete ihn die Philosophische Fakultät der Universität Tübingen 1852 mit der Ehrendoktorwürde aus. König Friedrich Wilhelm IV. von Preußen, dem er sein Werk Die Zionsharfe widmete, verlieh ihm die Goldene Medaille für Kunst und Wissenschaft. Seit 1871 war Kocher Ehrenmitglied des Stuttgarter Liederkranzes und des Schwäbischen Sängerbundes.
In seiner Heimatstadt Ditzingen wurden eine Straße, die Konrad-Kocher-Schule und eine Sporthalle nach ihm benannt.

## Hörbeispiel
- „Drei Orgelstücke“ (MP3; 9,2 MB) aus der Sammlung: Orgelspielbuch. Eine Sammlung von kirchlich-classischen Orgelstücken. Herausgegeben von Konrad Kocher, Friedrich Silcher und Johann Georg Frech, J.B. Metzler'sche Verlagsbuchhandlung, Stuttgart, 1851. Gespielt von Siegfried Gmeiner an der WALCKER-Orgel (1928) der Ulmer Martin-Luther-Kirche.

## Veröffentlichungen
- Die Tonkunst in der Kirche, oder Ideen zu einem allgemeinen vierstimmigen Choral- und Figuralgesange für einen kleinen Chor nebst Ansichten über den Zweck der Kunst im Allgemeinen. Stuttgart, J. B. Metzler, 1823 (Digitalisat)
- Die Macht des Gesanges von Schiller für 4 Männerstimmen gesetzt. Stuttgart, 1826
- Vierstimmiges Choralbuch für Orgel- und Clavierspieler. Mit Friedrich Silcher und G. G. Frech. Stuttgart: J. B. Metzler, 1828 (Digitalisat)
- Vierstimmige Figural-Gesänge für die evangelische Kirche. Auf alle Sonn- und Festtage des Jahres. Stuttgart: Zumsteeg, [um 1830]
- Bardenhain. Eine Sammlung auserlesener Lieder der Dichter deutscher Zunge.... Stuttgart: Karl Erhard, 1833–1834 (als Herausgeber)
- Der Christ an den Gräbern seiner Vollendeten. Eine Sammlung von Leichengesängen zum Gebrauche für Chöre jeder Art. Gedichtet von Ludwig Neuffer. In Musik gesetzt von Konrad Kocher. Stuttgart: Hallberger'sche Verlagshandlung, 1837
- Stimmen aus dem Reiche Gottes. Eine auserlesene Sammlung alter und neuer evangelischer Kernlieder mit beigefügten vierstimmig gesetzten, für Gesang, Clavier- und Orgelspiel eingerichteten Choralmelodien vom Ursprung des Chorals bis auf die heutige Zeit. Stuttgart: Hallberger'sche Verlagshandlung, 1838 (Digitalisat)
- König Wilhelm. 3 Lieder zum Jubiläum Höchst seiner 25-jährigen glorreichen Regierung : für gem. und Männerchöre gesetzt. Stuttgart: Beck und Fränkel, [1841]
- Christliche Haus-Musik. Eine Sammlung ein- und mehrstimmiger, alter und neuer Lieder, Arien, Chöre etc mit Begleitung des Pianoforte. Stuttgart: Wagner, 1846
- Orgelspielbuch : eine Sammlung von kirchlich-classischen Orgelstücken alter und neuer Meister mit Finger- und Fußsatz, nebst einleitender Orgelschule; zum Gebrauch in Kirchen und zum Studium in Seminarien. Stuttgart: Metzler, 1851
- Zionsharfe. Ein Choralschatz aus allen Jahrhunderten und von allen Confessionen der christlichen Kirche zur Erbauung in der Familie wie in der Gemeinde gesammelt und für Singchöre, Orgel- und Klavierspiel vierstimmig bearbeitet von Conrad Kocher. 4 Bände, Stuttgart: Metzler, 1855
- Harmonik. Die Kunst des Tonsatzes aus den Grundelementen theoretisch entwickelt und praktisch dargestellt. Stuttgart: Nitzschke, 1859
- Clavierspielbuch. Eine aus den ersten Elementen theoretisch und praktisch sich entwickelnde u. durch mehrere Hunderte von Vorübungen u. Tonstücken methodisch fortschreitende Einleitung in des Spiel u. Verständniss der Classiker. Stuttgart: Nitzschke, [1859]